# Maximilian Mehnert
Wilhelm Maximilian Mehnert (* 21. September 1861 in Klösterlein bei Aue; † 17. Februar 1941 in Dresden) war ein deutscher Politiker. Er war von 1915 bis 1918 Mitglied des Sächsischen Landtags (Konservativer Landesverein in Sachsen).

## Leben und Wirken
Maximilian Mehnert, der Sohn des Landtagsabgeordneten Karl Mehnert (1811–1885), wurde auf dem Rittergut Klösterlein, das sein Vater von 1848 bis 1874 besaß, geboren und erzogen. Er besuchte das Vitzthumsche Gymnasium in Dresden und studierte anschließend zwischen 1881 und 1884 die Rechtswissenschaft an den Universitäten Leipzig und Bonn. Er schloss einen Vorbereitungsdienst an den Amtsgerichten in Leipzig und Dresden an. Er promovierte zum Dr. jur. Ab 1885 besaß er das Erbgericht in Krögis bei Meißen, zu dem 81 ha Land gehörten.
Zunächst arbeitete er als Assessor bei den Amtshauptmannschaften Bautzen, Glauchau (ab 1894) und Borna (ab 1897). 1899 wurde er zum Regierungsrat in die Kreishauptmannschaft Zwickau berufen. Zugleich war er als nichtständiges Mitglied der Landesversicherungsanstalt tätig. 1901 wechselte er an die Kreishauptmannschaft Leipzig, bevor er 1903 zum Amtshauptmann von Dippoldiswalde berufen wurde. Die gleiche Position übte er von 1909 bis 1918 in Plauen aus. 1915 wurde er als Vertreter des 44. bäuerlichen Wahlkreises in die II. Kammer des Sächsischen Landtags gewählt und gehörte dieser als Abgeordneter bis 1918 an.
Ab 1893 war er ordentliches Mitglied des Landwirtschaftlichen Kreditverein für das Königreich Sachsen, den sein Vater mitbegründet hatte. 1922 wurde er als Nachfolger seines Bruders Paul Mehnert (1852–1922), ebenfalls Abgeordneter des Sächsischen Landtags und zwischen 1899 und 1909 Präsident der II. Kammer, Vorsitzender des Kreditvereins und blieb bis 1933 in diesem Amt.